# Madrid Deep Space Communications Complex
Koordinaten: 40° 25′ 53″ N, 4° 14′ 53″ W

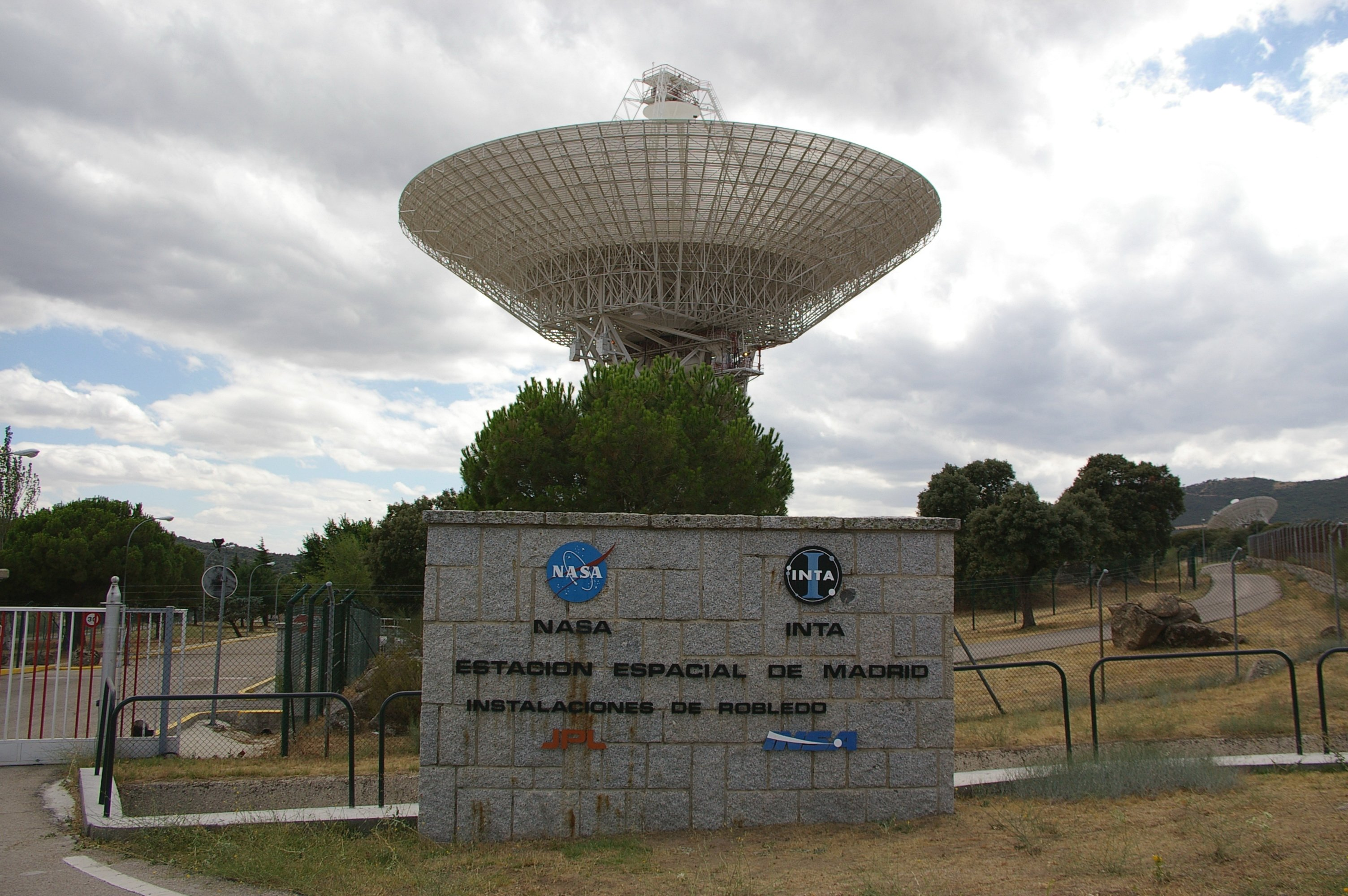
Der Eingangsbereich des MDSCC mit dem DSS-63 im Hintergrund.

Der Madrid Deep Space Communications Complex (MDSCC) liegt in einer Talsenke in einer Höhe von rund 800 Metern über dem Meeresspiegel in den Gemeinden von Robledo de Chavela und Fresnedillas de la Oliva rund 50 Kilometer westlich von Madrid, Spanien. MDSCC ist eine Deep-Space-Station des Deep Space Network (DSN) zur Unterstützung von Raumsonden, Mondmissionen und anderen Weltraummissionen. Der Komplex wurde 1961 vom Instituto Nacional de Técnica Aeroespacial (INTA) in Zusammenarbeit mit der NASA errichtet. Der MDSCC Komplex verfügt über eine 70-Meter-Parabolantenne (DSS-63) und fünf 34-Meter-Antennen (DSS-65, DSS-54, DSS-55, DSS-56, DSS-53). Anfang 2025 ist Madrid damit der Standort mit den meisten aktiven Antennen des DSN. 
Es ist einer von drei Komplexen, die anderen beiden sind Goldstone Deep Space Communications Complex (GDSCC) und Canberra Deep Space Communication Complex (CDSCC).

## Deaktivierte Antennen

### DSS-61
Die älteste Antenne DSS-61 ist eine 34-Meter-Antenne. Sie wurde 1961 als 26-Meter-Antenne in Robledo errichtet und diente 1964 dem Mariner-Programm der NASA. 1979 wurde sie ausgebaut auf 34 Meter. 1999 wurde sie außer Dienst gestellt und von 2003 an für das "PARTNeR"-Programm zur Ausbildung und für Radioastronomie benutzt.

### DSS-62
DSS-62 war in Cebreros in Betrieb von 1967 bis 1981. Als die 26-Meter-Antenne nicht mehr gebraucht wurde, wurde sie an die spanische Raumfahrtorganisation INTA übergeben und 1986 außer Betrieb genommen. Der einstige Standort dieser Antenne ist nun der ESTRACK-Standort Cebreros.

### DSS-66
Eine 26-Meter-Antenne stand von 1967 bis 1985 in Fresnedillas de la Oliva. 1985 wurde sie abgebaut und als DSS-66 nach Robledo versetzt und am 30. September 2008 außer Dienst gestellt.

## Aktive Antennen

### DSS-63
Die Antenne DSS-63 wurde am 14. Mai 1974 durch den spanischen König Juan Carlos offiziell in Betrieb genommen und hatte zu diesem Zeitpunkt einen Durchmesser von 64 Metern. 1989 wurde sie für das Rendezvous der Raumsonde Voyager 2 mit dem Planeten Neptun auf 70 Meter erweitert. Sie hat Empfänger für L, S, X und K-Bänder. Es gibt einen 20-kW-Sender für S- und X-Band. Sie kann mit einem weiteren Sender mit bis zu 400 kW im S- und X-Band senden, aber aufgrund vertraglicher Vereinbarung mit SETSI wird auf die Nutzung des S-Band-Senders im Bereich 2110 bis 2120 MHz verzichtet. Die Antenne hat zusätzlich einen Ku-Empfänger für Radioastronomie. Die DSS-63 wiegt 8000 Tonnen, wovon die Antenne, deren Fläche 4180 m² beträgt, 3500 Tonnen wiegt.

### DSS-65
Die HEF Antenne DSS-65 wurde 1987 gebaut und hat einen Durchmesser von 34 Metern. Sie kann mit einer Sendeleistung von 20 kW im S- und X-Band senden. Das Gewicht der DSS-65 beträgt 400 Tonnen, wobei die Antenne 350 Tonnen wiegt. Es ist die letzte verbliebene HEF Antenne des DSN.

### DSS-54
Die Antenne DSS-54 wurde 1997 errichtet und hat einen Durchmesser von 34 Metern. Sie kann mit einer Sendeleistung von 20 kW im S- und X-Band senden und auf den Bändern S, X, Ka und K empfangen. Das Gewicht der DSS-54 beträgt 358 Tonnen. DSS-54 wurde als Typ Beam Waveguide (BWG), (Signalübertragung mittels Hohlleiter) ausgeführt.

### DSS-55
Die Antenne DSS-55 vom Typ Beam Waveguide (BWG) wurde 2003 in Betrieb genommen und hat einen Durchmesser von 34 Metern. Sie kann mit einer Sendeleistung von 20 kW im X-Band senden und auf den Bändern X und Ka empfangen. Das Gewicht der DSS-55 beträgt 358 Tonnen und wurde für eine Windlast von 160 km/h ausgelegt. Die Konstruktion der DSS-55 ermöglicht sichere Messwerterfassung bis zu Windgeschwindigkeiten von 64 km/h. 2024 soll die Antenne einen 800 W Ka-Sender bekommen.

### DSS-56
DSS-56 ist eine 34-Meter BWG Antenne. Sie wurde seit 2017 gebaut und anschließend getestet, kalibriert und am 22. Januar 2021 offiziell eröffnet. Die neue Antenne kann die Signale von allen Mission in allen Frequenzbändern empfangen, die vom DSN unterstützt werden, ist somit Backup für alle übrigen Antennen in Madrid. Da die Antenne flexibler, aber auch komplizierter ist, da sie über mehr Empfänger verfügt, dauerte die Kommissionsphase länger als üblich. DSS-56 hat Empfänger für S, X, K und Ka-Band und einen 250 W S-Band Sender für erdnahe Anwendung, sowie einen 20 kW-Sender für X-Band.

### DSS-53
DSS-53 sollte im Oktober 2020 bzw. Januar 2021 in Betrieb gehen und einen 80-kW-Sender bekommen. Schließlich wurde sie 2022 mit einem 20 kW X-Band-Sender und Empfänger für X- und Ka-Band in Betrieb genommen.

## Missionen

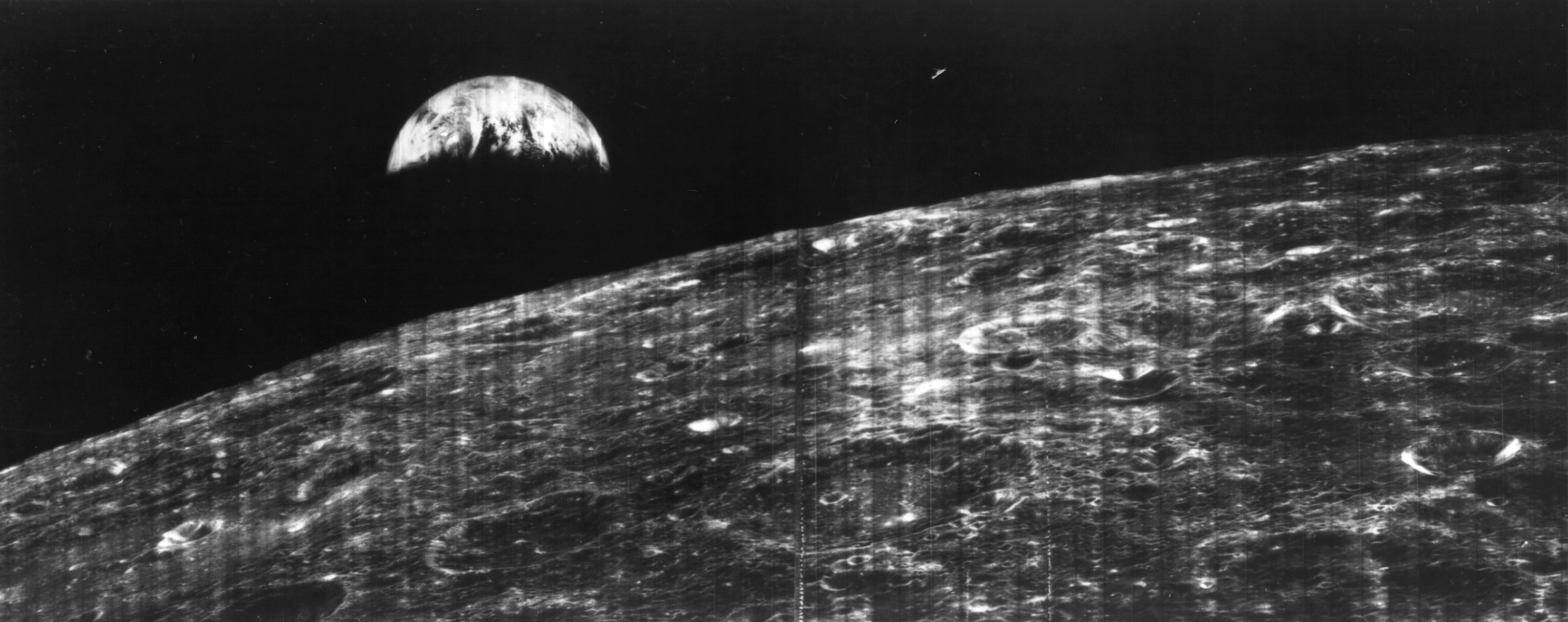
Erstes Mondfoto an MDSCC, übertragen am 23. August 1966 vom Lunar Orbiter.

- Lunar Orbiter
- Apollo 11
- Viking
- Spirit
- Venus Express
- Cassini-Huygens
- Voyager 1
- Voyager 2
- Pioneer 10
- Mars Reconnaissance Orbiter
- New Horizons

## Frequenzbereiche
| Band         | Dienst                             | Frequenzbereich                    | Frequenzbereich                    |
| Band         | Dienst                             | Downlink                           | Uplink                             |
| ------------ | ---------------------------------- | ---------------------------------- | ---------------------------------- |
| L            |                                    | 1,53–2,7 GHz                       | 1,53–2,7 GHz                       |
| S            |                                    | 2,7–3,5 GHz                        | 2,7–3,5 GHz                        |
| C            |                                    | 3,4–4,2 GHz                        | 5,925–6,425 GHz                    |
| X            | Militär, Komsats                   | 7,25–7,75 GHz                      | 7,9–8,4 GHz                        |
| X            | Forschungsfunk1                    | 8,4–8,5 GHz                        | 7,145–7,235 GHz                    |
| Ku (Europa)  | FSS                                | 10,7–11,7 GHz                      | 12,75–13,25 GHz, 13,75–14,5 GHz    |
| Ku (Europa)  | BSS                                | 11,7–12,5 GHz                      | 17,3–18,1 GHz                      |
| Ku (Europa)  | SMS                                | 12,5–12,75 GHz                     | 12,75–13,25 GHz, 13,75–14,5 GHz    |
| Ku (Amerika) | FSS                                | 11,7–12,2 GHz                      | 14–14,5 GHz                        |
| Ku (Amerika) | BSS                                | 12,2–12,7 GHz                      | 17,3–17,8 GHz                      |
| Ka           |                                    | 17,7–21,2 GHz                      | 27,5–31 GHz                        |
| Anmerkungen  | 1 Forschungssatelliten, Raumsonden | 1 Forschungssatelliten, Raumsonden | 1 Forschungssatelliten, Raumsonden |